# NGC 6571
NGC 6571 је елиптична галаксија у сазвежђу Херкул која се налази на NGC листи објеката дубоког неба.
Деклинација објекта је + 21° 14' 21" а ректасцензија 18h 10m 49,3s. Привидна величина (магнитуда) објекта NGC 6571 износи 14,4 а фотографска магнитуда 15,4. NGC 6571 је још познат и под ознакама MCG 4-43-6, CGCG 142-10, PGC 61504.